# Mesopolobus tricarinatus
Mesopolobus tricarinatus is een vliesvleugelig insect uit de familie Pteromalidae. De wetenschappelijke naam is voor het eerst geldig gepubliceerd in 1982 door Szelényi.